# Ceuthobia fulvella
Ceuthobia fulvella är en kackerlacksart som först beskrevs av Rehn, J. A. G. 1913.  Ceuthobia fulvella ingår i släktet Ceuthobia och familjen småkackerlackor. Inga underarter finns listade i Catalogue of Life.